# Mathurin Bourg
L'abbé Mathurin Bourg (9 juin 1744 - 20 août 1797) fut le premier missionnaire acadien à se rendre en Acadie après la déportation des Acadiens. 

## Éléments biographiques
Né Joseph-Mathurin Bourg à Rivière-aux-Canards, dans l'actuelle Nouvelle-Écosse, sa famille fut déportée en 1755. Après trois ans de théologie, il quitta pour la ville de Québec après avoir étudié la philosophie à Paris. Il fut envoyé en baie des Chaleurs par ses supérieurs en 1772. 
Il apprit la langue micmac et fut donc très prisé pour ses contributions comme médiateur entre les nouveaux arrivants blancs et les autochtones. Il vécut à Carleton et fit les tout premiers recensements de Carleton et Nouvelle. 
Ces efforts de médiation lui valurent la reconnaissance de Sir Richard Hughes, lieutenant-gouverneur de la Nouvelle-Écosse, siégeant dans la capitale, Halifax, qui, en reconnaissance, lui octroya l'Île aux Hérons, entre Carleton et New Mills, dans l'actuel Nouveau-Brunswick, ainsi que des terres, aujourd'hui connues sous le nom de Charlo. 
Cependant, il était trop occupé avec sa congrégation à Carleton et ne fit jamais usage de ces cadeaux. Le don fut éventuellement oublié bien que sur les registres de Louisbourg, et l'île fut décernée à des familles loyalistes.